# Silau Dunia
Silau Dunia is een bestuurslaag in het regentschap Simalungun van de provincie Noord-Sumatra, Indonesië. Silau Dunia telt 1367 inwoners (volkstelling 2010).